# Неровная, Анна Михайловна
Анна Михайловна Неровная — Заслуженный деятель искусств Российской Федерации, Заслуженная артистка Российской Федерации, театральный режиссёр, актриса.

## Биография
Анна Неровная приехала в Москву из южного города Запорожье, чтобы стать актрисой. Поступила в Школу-Студию МХАТ на курс народного артиста СССР Павла Владимировича Массальского, ученика Константина Сергеевича Станиславского.
Анатолий Васильевич Эфрос пригласил на роль «Бегбик» в спектакле «Что тот солдат, что — этот» Бертольда Брехта. На его репетициях Анна Неровная решила посвятить жизнь режиссуре. В тот же год поступила в ГИТИС.
В марте 2022 года подписала обращение в поддержку военного вторжения России на Украину, позднее была внесена ФБК в список коррупционеров и разжигателей войны за поддержку агрессии России против Украины.

## Награды
На Международном Театральном фестивале «Игры в Лефортово — 87» , Анна Неровная получила гран-при в номинации «Лучшая режиссура современной драматургии» за спектакль «Чудная баба» по пьесе Нины Садур.
В 1999 году за свою творческую деятельность Анна Неровная была удостоена почётного звания «Заслуженный артист Российской Федерации», за интенсивную работу в области культуры награждена орденом «За профессионализм», медалями. А в 2008 году Департамент Культуры г. Москвы присвоил ей звание «Заслуженный деятель искусств Российской Федерации».

## Список постановок
Театр-студия «Бенефис»
- «Чудная баба» — 1987 г. главный приз за лучшую режиссуру современной пьесы на Международном театральном фестивале «Игры в Лефортове — 1987»
- «Нос» — 1987 г.
- «Ночное свидание» — 1988 по пьесе «Срок проживания окончен»
- «Добро пожаловать, или посторонним вход разрешен» — 1988 — спектакль-шоу
- «Аморальные» — 1988 гости Международного театрального фестиваля "Игры в Лефортове — 1988
- «Игра в классики» — 1988 Режиссёр-постановщик спектакля — Алехандро Гонсалес

МДТ «Бенефис»
- «Мой папа самый, самый!» 1990 г. — сказка-мюзикл
- «Уличенная ласточка» — 1991 г.
- «Шлямпомпо» 1992 г. — волшебно-фантастическая феерия
- «Милые грешницы» 1993 г. — по мотивам произведений Ф. Рабле («Молчунья») и А. Лесажа («Маленькая ночная серенада»), режиссёр Р. Ибрагимов
- «Не бойся быть счастливым» — 1994—1995 г.
- «Любовное турне» — 1996 г. по пьесе «Летний день», автор перевода Л. Бухов
- «Недоступная» — 1997 г. автор перевода С. Волынец
- «Двое на качелях» — 1999 г. автор перевода Н. Тренева
- «Сватовство по-московски» — (Первое) 2000—2001 г. по произведениям А. Н. Островского
- «Сватовство по-московски» — (Второе) 2002 г. по произведениям А. Н. Островского
- «Роман втроём» — 2003 г. по пьесе «Мой бедный Марат»
- «Ура, король!» — 2004 г. по сказкам Х. К. Андерсена — «Голый король», «Принцесса и свинопас», «Принцесса на горошине»
- «Убийство по-французски» — 2005 г. по мотивам комедии «Дура», автор перевода С. Володина
- «Инопланетяне» — 2006 г.
- «История С…» — 2007 г. по трагикомедии «История с метранпажем»
- «Ангел» — 2008 г. по трагикомедии «Двадцать минут с ангелом»
- «Невеста» — 2009 г.
- «Прикосновение» — 2010 г.
- «Легкомысленная комедия» — 2011 г. по пьесе «Как важно быть серьёзным»
- «Волшебный Кракатук» — 2011 г. музыкальная сказка для семейного просмотра
- «Любовница» — 2012 по пьесе Василия Сигарева «Фантомные боли»